# Mihajlo Ilic

## Mihajlo Ilić (šahista)
Mihajlo Ilić je srpski šahista, registrovan pri FIDE pod brojem (језик: енглески) Шахиста: Mihajlo Ilic, рејтинг-картица ФИДЕ. Igra u kategoriji do 14 godina i aktivan je na domaćim i međunarodnim turnirima.

## Rani uspesi i nacionalna takmičenja
Mihajlo Ilić se istakao kao jedan od najuspešnijih mladih šahista u Srbiji u svojoj generaciji. Već 2018. godine postaje prvak Beograda u uzrasnoj kategoriji, a 2019. osvaja titulu prvaka Srbije i ponovo prvaka Beograda. Iste godine predstavlja Srbiju na Evropsko prvenstvo u šahu za mlade u Bratislavi.
U 2021. godini osvaja titulu vicešampiona Srbije, potvrđujući kontinuitet uspeha na nacionalnom nivou. Godine 2023. postaje prvak Beograda u rapid šahu, a 2025. osvaja treće mesto na Prvenstvu Srbije u svojoj kategoriji.

## Turniri i rezultati
U avgustu 2024. učestvovao je na festivalu „Trofej Banjaluke 2024“...

## Medijska pokrivenost
Ilić je prikazan u video prilogu BN televizije...

## FIDE rejting
Шаблон:Šahista-rejting

## Izvori
- BN televizija – prilog o Trofeju Banjaluke...
- Nezavisne – članak o turniru...
- FIDE profil – https://ratings.fide.com/profile/9202980

## ИмеОдељка
…пишите детаљније о теми…